# Wolfgang Vlk
Wolfgang Vlk (Vienna, 4 dicembre 1956) è un ex cestista austriaco.

## Carriera
Con l'Austria ha disputato i Campionati europei del 1977.